# Skoki narciarskie na Mistrzostwach Świata w Narciarstwie Klasycznym 1929

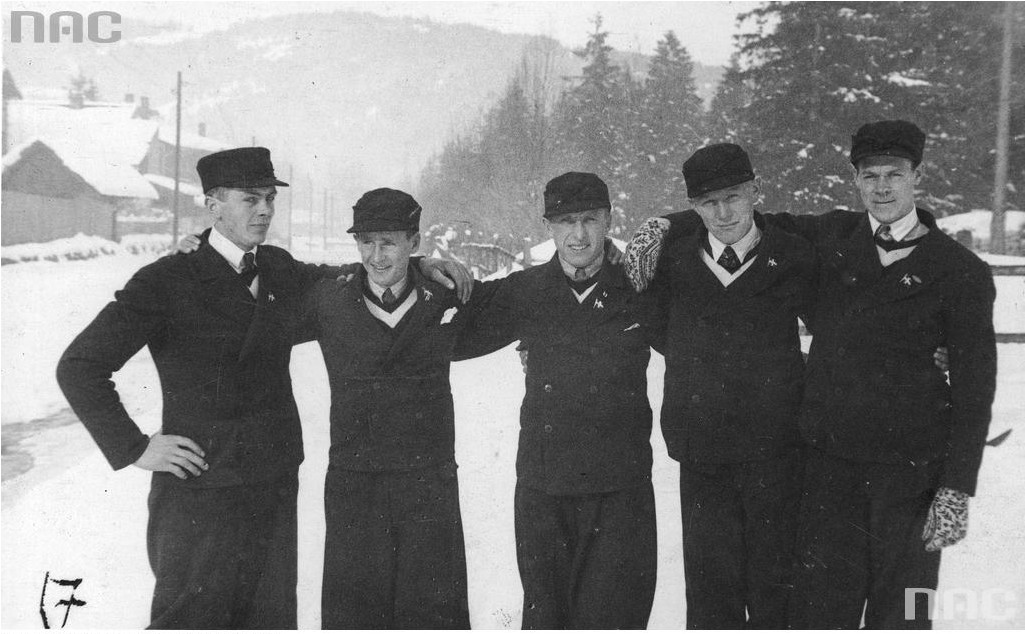
Norwescy zawodnicy podczas Mistrzostw Świata w Narciarstwie Klasycznym 1929 w Zakopanem. Od lewej: Arne Busterud, Kristian Johansson, Christian Holmen, Hans Kleppen, Hans Vinjarengen

Skoki narciarskie na Mistrzostwach Świata w Narciarstwie Klasycznym 1929 – zawody w skokach narciarskich rozgrywane w ramach mistrzostw świata w narciarstwie klasycznym, przeprowadzone 10 lutego 1929 roku na Wielkiej Krokwi w Zakopanem, w celu wyłonienia czwartego mistrza świata w skokach narciarskich.
Do zawodów zgłoszonych zostało 57 zawodników z 11 państw. Ostatecznie w konkursie zaprezentowało się 49 skoczków, spośród których 41 zostało sklasyfikowanych. Pierwsze trzy miejsca zajęli reprezentanci Norwegii – zwyciężył Sigmund Ruud, drugie miejsce zajął Kristian Johansson, a trzeci był Hans Kleppen. W pierwszej siódemce znalazło się sześciu Norwegów. Najlepszym skoczkiem spoza tego kraju był Niemiec Alois Kratzer, sklasyfikowany na czwartej pozycji. Najdłuższy skok zawodów, oddany na 58,5 metra w drugiej serii konkursowej, uzyskał Hans Kleppen. 
Zawody formalnie miały charakter mistrzostw Europy, jednak Międzynarodowa Federacja Narciarska od kongresu w 1965 roku uznaje ich wyniki jako rezultaty czwartych mistrzostw świata w narciarstwie klasycznym. Były to pierwsze międzynarodowe zawody narciarskie rangi mistrzowskiej zorganizowane na terenie Polski.
Na podstawie wyników tego konkursu sporządzono również rezultaty 10. Mistrzostw Polski w Skokach Narciarskich. Najlepszym Polakiem w konkursie i zarazem mistrzem Polski, nie uwzględniając wyników zawodników zagranicznych, został Bronisław Czech (10. miejsce), drugie miejsce zajął Franciszek Cukier (17. miejsce), a trzeci był Władysław Mietelski (23. miejsce).
W serii pokazowej, rozegranej po zakończeniu oficjalnej rywalizacji, najdłuższy wówczas skok na Wielkiej Krokwi oddał Sigmund Ruud (71,5 m), jednak nie ustał swojej próby. Najdłuższy prawidłowo wylądowany skok na obiekcie osiągnął natomiast Stanisław Gąsienica-Sieczka, który uzyskał 66 metrów. Wynik ten został jednocześnie nowym rekordem Polski w długości skoku narciarskiego.

## Tło zawodów

### Sytuacja skoków narciarskich w drugiej połowie lat 20. XX wieku

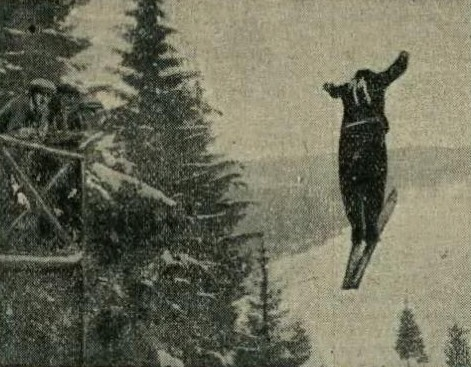
Skok Zygmunta Rajskiego w 1929 roku

Poprzednie narciarskie mistrzostwa zorganizowane zostały w 1927 roku w Cortinie d'Ampezzo. W konkursie skoków triumfował wówczas Tore Edman, drugie miejsce zajął Willen Dick, a trzeci był Bertil Carlsson. Na rok przed mistrzostwami w Zakopanem odbyły się II Igrzyska Zimowej Olimpiady w Sankt Moritz. W rozegranym konkursie w skokach narciarskich mistrzem olimpijskim został Alf Andersen, srebrny medal zdobył Sigmund Ruud, a brązowy – Rudolf Burkert. W zawodach wystartowało 38 skoczków z trzynastu państw.
Aktualny wówczas rekord świata w długości skoku narciarskiego należał do Nelsa Nelsena i wynosił 73 metry. Kanadyjczyk uzyskał tę odległość w lutym 1925 roku na skoczni w Revelstoke. Rekord największej skoczni w Europie, Bernina-Roseg-Schanze w Pontresinie, wynosił wówczas 72 metry i należał do Bruno Trojaniego.

### Organizacja mistrzostw
Prawo do organizacji mistrzostw przez Zakopane przyznano miastu podczas kongresu FIS w Sankt Moritz w 1928 roku. Formalnie zakopiańskie zawody były narciarskimi mistrzostwami Europy, w skład których weszły konkurencje klasyczne (biegi na różnych dystansach, skoki narciarskie i bieg złożony) oraz konkurencje pokazowe – bieg zjazdowy zaliczany do konkurencji alpejskich i bieg patrolowy (biathlon). Bieg zjazdowy był pierwowzorem późniejszych mistrzostw świata w narciarstwie alpejskim. 
Nie funkcjonowała wówczas impreza oficjalnie nazywana narciarskimi mistrzostwami świata, a do wszystkich konkurencji dopuszczeni zostali tylko zawodnicy z kontynentu europejskiego. Oficjalnie zawody tego typu zaczęto nazywać mistrzostwami świata dopiero począwszy od mistrzostw w Chamonix w 1937 roku. Mimo to Międzynarodowa Federacja Narciarska na kongresie w 1965 roku uznała wszystkie edycje z lat 1925–1935, w tym mistrzostwa w Zakopanem, jako oficjalne edycje mistrzostw świata w narciarstwie klasycznym.

### Skocznia narciarska

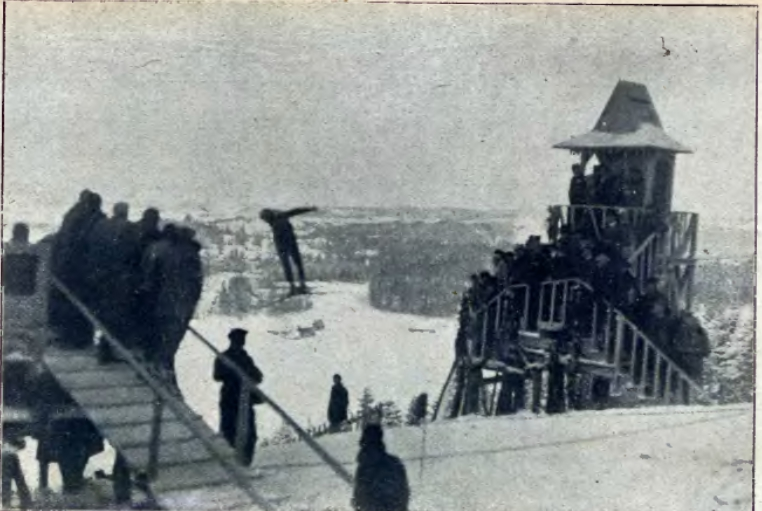
Wielka Krokiew podczas mistrzostw w Zakopanem

Otwarte zawody w skokach narciarskich, a także skoki do biegu złożonego (kombinacji norweskiej), odbyły się na Wielkiej Krokwi wybudowanej w 1925 roku. W związku z planowaną organizacją mistrzostw dokonano szeregu korekt – zmieniony został rozbieg i profil skoczni, wokół niej wybudowane zostały trybuny wachlarzowe dla kibiców, trybuny dla gości specjalnych, wojskowych i dziennikarzy, a także ustawiona została wieża sędziowska z nową lożą. 
Wielka Krokiew to duża skocznia narciarska, której punkt konstrukcyjny umieszczony był wówczas na 60. metrze. Całkowita długość najazdu na próg skoczni wynosiła wówczas 94 metry, a kąt jego nachylenia wynosił 30 stopni. Zeskok mierzył 114 metrów długości i był nachylony pod kątem 38 stopni. Różnica poziomów liczyła natomiast 91 metrów.
Rekordzistą skoczni przed rozpoczęciem mistrzostw był Bronisław Czech, który w 1928 roku oddał skok na odległość 61 metrów.

### Oficjalna delegacja
Rywalizację podczas konkursu skoków z trybuny dla gości specjalnych obserwował prezydent Polski – Ignacy Mościcki. W oficjalnej delegacji byli także: pułkownik Ivar Holmquist – prezydent Międzynarodowej Federacji Narciarskiej, pułkownik Aleksander Bobkowski – przewodniczący Zarządu Głównego Polskiego Związku Narciarskiego, a także wojskowi i delegaci z innych narodowych federacji – Anglii, Finlandii, Włoch, Norwegii, Rumunii, Szwajcarii i Czechosłowacji.

### Przyjazd kibiców
W dniu zawodów pod Wielką Krokiew przybyło około 10 000 widzów, by oglądać rywalizację skoczków narciarskich. Około godziny 11:00, czyli na godzinę przed rozpoczęciem, tłumy ludzi podążały w kierunku skoczni głównie z Rynku i z Wilcznika, a także ulicami Piłsudskiego i Zamoyskiego. Ponadto odnotowano licznie zgromadzonych kibiców z Krakowa i Śląska.

## Przebieg zawodów

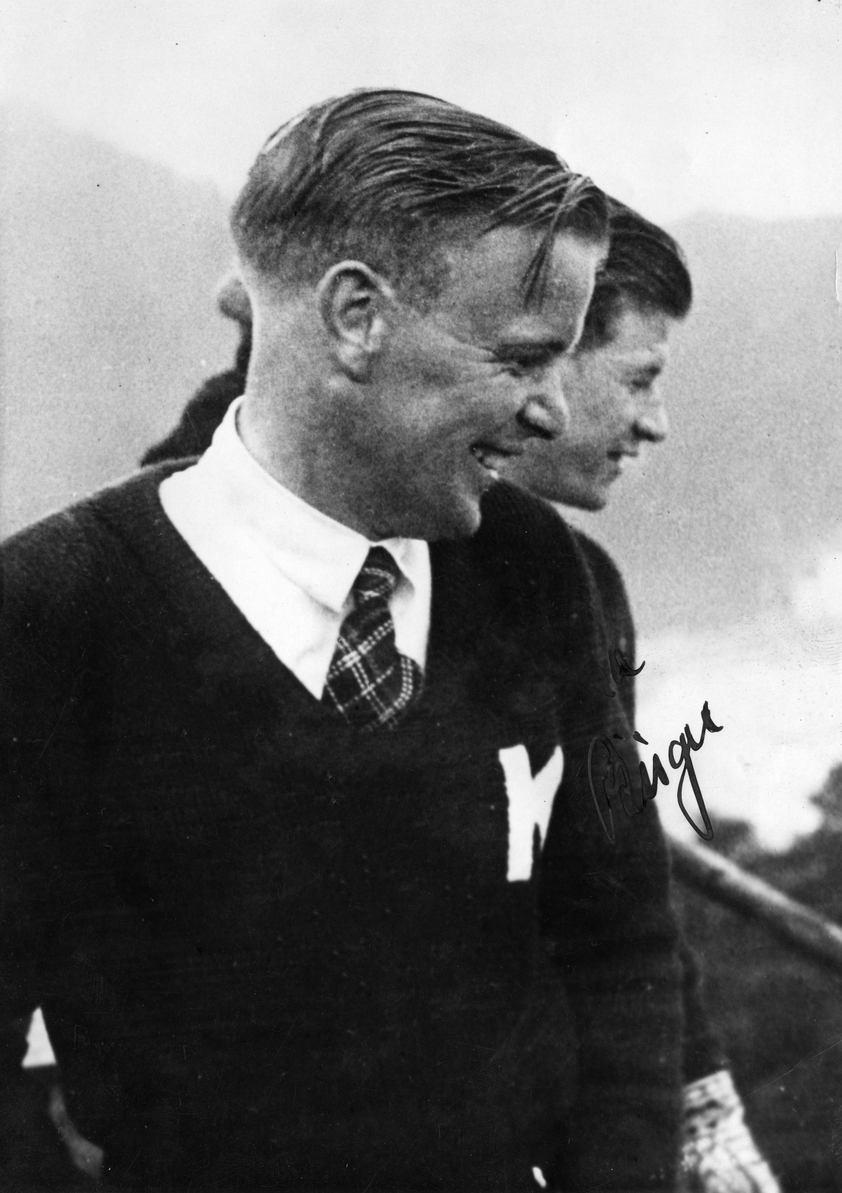
Sigmund Ruud – złoty medalista mistrzostw świata w skokach w Zakopanem (zdjęcie z 1934)

### Warunki pogodowe
W lutym 1929 w Polsce mierzone były rekordowo niskie temperatury powietrza. W nocy z soboty na niedzielę, czyli w noc przed rozegraniem konkursu, temperatura w Zakopanem była bliska -40 stopni Celsjusza, a ponadto występowały obfite opady śniegu. W niedzielne południe, podczas rozpoczęcia konkursu, temperatura wyniosła -25 stopni. Cały dzień był mroźny, lecz słoneczny.

### Zgłoszeni zawodnicy
Do konkursu skoków narciarskich zgłoszonych zostało 57 zawodników z jedenastu państw: Austrii, Czechosłowacji, Finlandii, Norwegii, Polski, Niemiec, Szwajcarii, Szwecji, Węgier, Wielkiej Brytanii i Włoch. Najliczniejszą reprezentację stanowili skoczkowie czechosłowaccy, których przyjechało osiemnastu. Występowali oni pod egidą dwóch federacji – czechosłowackiej (cz. Svaz lyžařů Republiky Československé – SL RČS) i niemieckiej (niem. Hauptverband der deutschen Wintersportverein – HDW). Do zawodów ponadto zostało zapisanych czternastu Polaków, dziewięciu Norwegów, po czterech Niemców i Szwajcarów oraz dwóch Szwedów. Pozostałe kraje reprezentowane były przez jednego zawodnika.
W przeddzień zawodów (9 lutego 1929) ustalono kolejność startową poprzez losowanie numerów poszczególnym skoczkom.
W zawodach ostatecznie wystartowało 49 skoczków, spośród których sklasyfikowano 41. Mimo wcześniejszego zgłoszenia do zawodów, na starcie pierwszej serii nie stawiło się pięciu Czechosłowaków (Banyasz, Bujak, Ettrich, Meergans i Novak) i trzech Polaków (Lankosz, Szostak i Zaydel).

### Przebieg rywalizacji
Konkurs rozpoczął się o godzinie 12:00. Przed startem każdego zawodnika, za pomocą megafonów zapowiadano jego imię, nazwisko i kraj, w barwach którego startował. Pod lożą sędziowską widniały natomiast dwie białe tablice – pierwsza, z czerwonymi cyframi, służyła do określania numeru startowego zawodnika, a druga, z niebieskimi cyframi, do podawania osiągniętej przez niego odległości. Nad prawidłowym przebiegiem rywalizacji pieczę sprawowało trzyosobowe kolegium sędziowskie w składzie: Nicolai Ramm Østgaard (Norwegia), Władysław Ziętkiewicz (Polska) i Karel Jarolímek (Czechosłowacja).
Pierwszy skok w zawodach oddał Peder Belgum, który uzyskał 40,5 metra. Startujący bezpośrednio po nim Fritz Kaufmann lądował 10 metrów dalej i jako jeden z piętnastu zawodników osiągnął w pierwszej serii przynajmniej 50-metrową odległość. Najdalszy skok pierwszej rundy, na 57 metrów, oddał Sigmund Ruud. Rezultaty o jeden metr słabsze osiągnęli Kristian Johansson i Tore Edman, przy czym Szwed nie ustał swojej próby. Wyniki powyżej granicy 50 metrów, poza wcześniej wymienionymi skoczkami, uzyskali również: zwycięzca biegu złożonego – Hans Vinjarengen (55 m), Hans Kleppen (54 m), Alois Kratzer, Arne Busterud i Franciszek Cukier (wszyscy po 53 m), Christian Holmen (52 m), Wolfgang Glaser (51,5 m) i Bruno Trojani (51 m). Pierwszą część zmagań skoczków narciarskich zakończył Ole Stenen z wynikiem 45 metrów. W serii odnotowano łącznie dziesięć nieustanych skoków. Trzech zawodników, którzy nie ustali próby w pierwszej serii – Walter Hain, Josef Německý i Guy Nixon – zrezygnowało ze startu w serii finałowej.
W serii finałowej skok przynajmniej 50-metrowy oddało dwudziestu zawodników, czyli o pięciu więcej niż w serii otwierającej zawody. Najdłuższy skok serii, a zarazem całego konkursu, oddał Hans Kleppen, który uzyskał 58,5 metra. Skok 57-metrowy wykonał Tore Edman, uzyskując tym samym tę samą odległość, co najlepszy w pierwszej serii Ruud. Szwed po raz drugi nie ustał swojej próby. Następne pod względem długości rezultaty osiągnęli: Hans Vinjarengen (56,5 m), Kristian Johansson i Alois Kratzer (obaj po 56 m), Christian Holmen (55,5 m) oraz Sigmund Ruud i Arne Busterud (obaj po 55 m). Spośród tych skoczków, którzy w pierwszej próbie nie osiągnęli 50 metrów, w drugiej serii dokonali tego: Paavo Nuotio i Ole Stenen (obaj po 53 m), Gérard Vuilleumier (52 m), Sven Eriksson (51,5 m) oraz Rudolf Burkert (50 m). 
Kolegium sędziowskie ogłosiło zwycięzcą zawodów Sigmunda Ruuda, który o dwa punkty pokonał drugiego w stawce – Kristiana Johanssona i o 3,4 punktu trzeciego – Hansa Kleppena.
W łącznym rozrachunku najlepiej ze wszystkich reprezentacji spisali się Norwegowie, którzy zdobyli w konkursie skoków 120 punktów do klasyfikacji punktowej z przewagą 27 punktów nad drugimi Niemcami. Dokonali tego mimo przeziębienia, z którym borykała się większość zawodników w ich ekipie. Norwegowie zajęli sześć miejsc w pierwszej siódemce zawodów, co sprostało stawianym wobec nim oczekiwaniom ze strony norweskich kibiców. Kibice, którzy byli zawiedzeni wynikami ich zawodników w konkurencjach biegowych – najsłabszych w wykonaniu Norwegów od początku rozgrywania zawodów FIS – liczyli bowiem na lepszy występ właśnie ze strony skoczków, tym bardziej, że nie uczestniczyli oni w poprzedniej edycji mistrzostw w Cortinie d’Ampezzo. W zakopiańskim konkursie najsłabszy ze startujących dziewięciu norweskich zawodników został sklasyfikowany na 22. miejscu.

### Wyniki konkursu
| Miejsce | Nr startowy | Zawodnik                    | Państwo                 | Skok 1   | Skok 2   | Nota  |
| ------- | ----------- | --------------------------- | ----------------------- | -------- | -------- | ----- |
| 1.      | 30          | Sigmund Ruud                | Norwegia                | 57,0     | 55,0     | 227,2 |
| 2.      | 22          | Kristian Johansson          | Norwegia                | 56,0     | 56,0     | 225,2 |
| 3.      | 45          | Hans Kleppen                | Norwegia                | 54,0     | 58,5     | 223,8 |
| 4.      | 31          | Alois Kratzer               | Niemcy                  | 53,0     | 56,0     | 220,0 |
| 4.      | 20          | Hans Vinjarengen            | Norwegia                | 55,0     | 56,5     | 220,0 |
| 6.      | 16          | Arne Busterud               | Norwegia                | 53,0     | 55,0     | 218,1 |
| 7.      | 39          | Christian Holmen            | Norwegia                | 52,0     | 55,5     | 215,3 |
| 8.      | 56          | Paavo Nuotio                | Finlandia               | 48,0     | 53,0     | 210,3 |
| 9.      | 9           | Erich Recknagel             | Niemcy                  | 50,0     | 53,5     | 209,2 |
| 10.     | 38          | Bronisław Czech             | Polska                  | 50,0     | 53,5     | 208,7 |
| 11.     | 8           | Rudolf Burkert              | Czechosłowacja (HDW)    | 48,0     | 50,0     | 208,1 |
| 12.     | 19          | Bruno Trojani               | Szwajcaria              | 51,0     | 51,5     | 207,8 |
| 13.     | 10          | Sven Eriksson               | Szwecja                 | 47,0     | 51,5     | 207,7 |
| 14.     | 2           | Fritz Kaufmann              | Szwajcaria              | 50,5     | 53,0     | 206,7 |
| 15.     | 24          | Wolfgang Glaser             | Czechosłowacja (HDW)    | 51,5     | 53,0     | 205,1 |
| 16.     | 14          | Gérard Vuilleumier          | Szwajcaria              | 49,5     | 52,0     | 203,1 |
| 17.     | 48          | Franciszek Cukier           | Polska                  | 53,0     | 51,5     | 202,1 |
| 18.     | 37          | Leif Skagnæs                | Norwegia                | 50,0     | 54,5     | 200,1 |
| 19.     | 57          | Ole Stenen                  | Norwegia                | 45,0     | 53,0     | 199,6 |
| 20.     | 12          | Franz Thannheimer           | Niemcy                  | 48,0     | 48,5     | 196,4 |
| 21.     | 36          | Stefan Lauener              | Szwajcaria              | 48,0     | 48,5     | 191,4 |
| 22.     | 1           | Peder Belgum                | Norwegia                | 40,5     | 47,5     | 190,1 |
| 23.     | 51          | Władysław Mietelski         | Polska                  | 42,0     | 49,0     | 185,3 |
| 24.     | 23          | Vitale Venzi                | Włochy                  | 47,5     | 45,5     | 185,1 |
| 25.     | 27          | Karol Gąsienica Szostak     | Polska                  | 47,5     | 46,0     | 183,2 |
| 26.     | 44          | Vítězslav Pech              | Czechosłowacja (SL RČS) | 43,0     | 47,0     | 181,4 |
| 27.     | 41          | Andrzej Krzeptowski I       | Polska                  | 42,0     | 41,0     | 177,6 |
| 28.     | 5           | Gustav Müller               | Niemcy                  | 42,0     | 49,0     | 175,8 |
| 29.     | 6           | Zygmunt Rajski              | Polska                  | 43,0     | 42,0     | 171,9 |
| 30.     | 46          | Piotr Kolesar               | Polska                  | 39,0     | 41,0     | 170,4 |
| 30.     | 55          | Béla Szepes                 | Węgry                   | 41,0     | 44,0     | 170,4 |
| 32.     | 53          | K. Aichinger                | Czechosłowacja (HDW)    | 40,0     | 41,0     | 166,8 |
| 33.     | 4           | Bohuslav Kadavý             | Czechosłowacja (SL RČS) | 37,0     | 39,0     | 162,8 |
| 34.     | 35          | Władysław Żytkowicz         | Polska                  | 39,0     | 38,0     | 150,7 |
| 35.     | 21          | Esko Järvinen               | Finlandia               | 46,0     | 48,0 (u) | 133,1 |
| 36.     | 50          | Alexander Civrný            | Czechosłowacja (SL RČS) | 45,0     | 48,0     | 130,7 |
| 37.     | 49          | Stanisław Gąsienica-Sieczka | Polska                  | 49,0     | 45,5 (u) | 122,8 |
| 37.     | 26          | Aleksander Rozmus           | Polska                  | 48,0 (u) | 49,0     | 122,8 |
| 39.     | 7           | Adolf Hnyk                  | Czechosłowacja (SL RČS) | 39,0     | 43,0 (u) | 113,8 |
| 40.     | 29          | Franciszek Graca            | Polska                  | 37,0 (u) | 37,0 (u) | 95,5  |
| 41.     | 28          | Erwin Priebsch              | Czechosłowacja (HDW)    | 47,5 (u) | 28,0     | 87,1  |
| –       | 3           | Walter Hain                 | Czechosłowacja (HDW)    | 41,0 (u) | DNS      | –     |
| –       | 11          | F. Kolářík                  | Czechosłowacja (SL RČS) | 44,0 (u) | 42,0 (u) | –     |
| –       | 13          | Karl Wondrak                | Czechosłowacja (SL RČS) | 47,0 (u) | 46,5 (u) | –     |
| –       | 18          | Guy Nixon                   | Wielka Brytania         | 36,0 (u) | DNS      | –     |
| –       | 33          | Tore Edman                  | Szwecja                 | 56,0 (u) | 57,0 (u) | –     |
| –       | 42          | Josef Německý               | Czechosłowacja (SL RČS) | 40,0 (u) | DNS      | –     |
| –       | 47          | Kutcera                     | Austria                 | 48,0 (u) | 49,0 (u) | –     |
| –       | 52          | Rudolf Vrána                | Czechosłowacja (SL RČS) | 48,0 (u) | 46,5 (u) | –     |
| –       | 15          | Józef Lankosz               | Polska                  | DNS      | DNS      | –     |
| –       | 17          | Franz Bujak                 | Czechosłowacja (HDW)    | DNS      | DNS      | –     |
| –       | 25          | Meergans                    | Czechosłowacja (HDW)    | DNS      | DNS      | –     |
| –       | 32          | Tadeusz Zaydel              | Polska                  | DNS      | DNS      | –     |
| –       | 34          | Paul Novak                  | Czechosłowacja (HDW)    | DNS      | DNS      | –     |
| –       | 40          | Antoni Szostak              | Polska                  | DNS      | DNS      | –     |
| –       | 43          | Albert Ettrich              | Czechosłowacja (HDW)    | DNS      | DNS      | –     |
| –       | 54          | Franz Banyasz               | Czechosłowacja (HDW)    | DNS      | DNS      | –     |

## Sytuacja po konkursie

### Mistrzostwa Polski

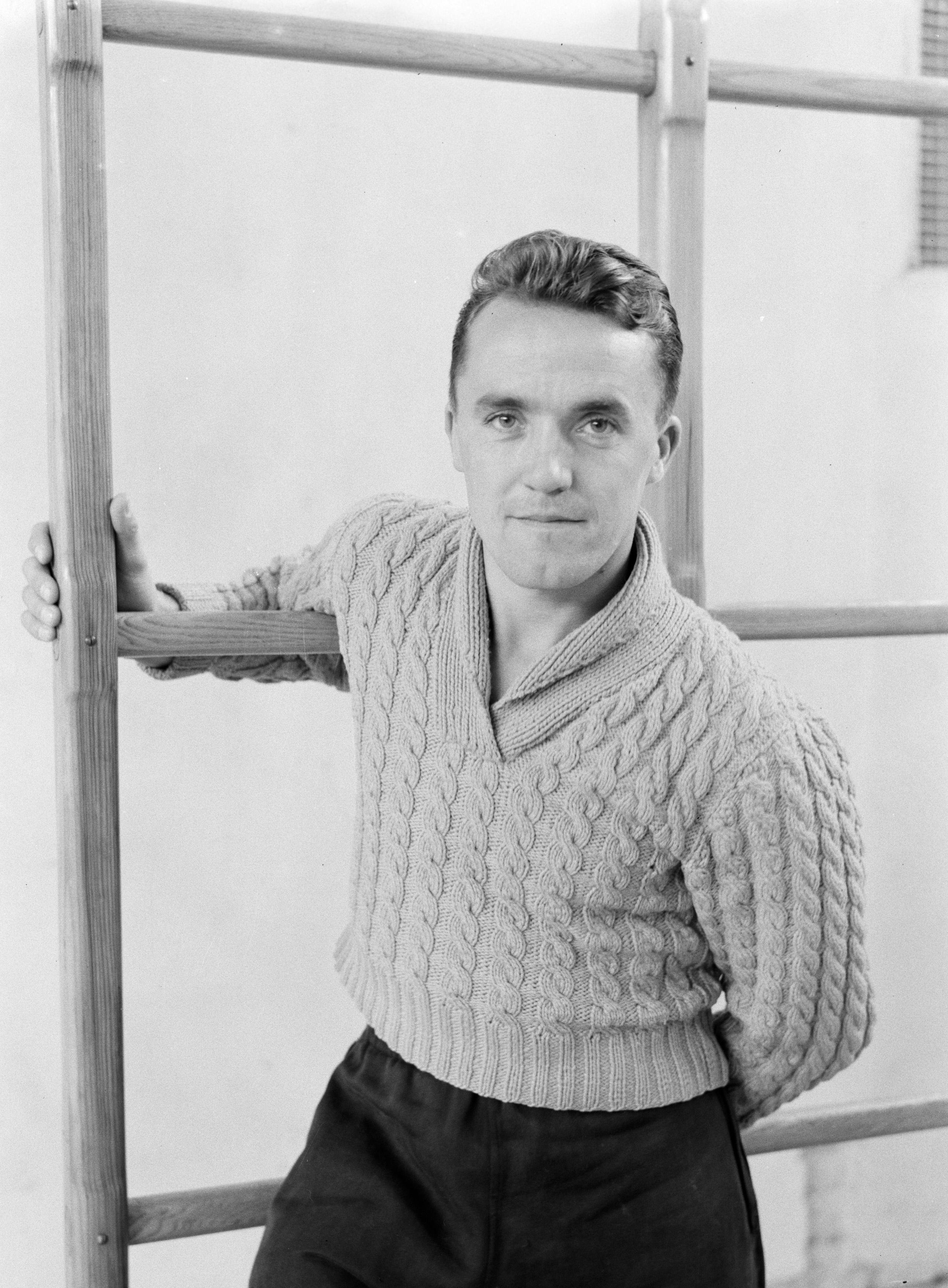
Bronisław Czech – mistrz Polski, dziesiąty zawodnik mistrzostw świata w skokach w Zakopanem (zdjęcie z 1934)

Konkurs skoków w Zakopanem był jednocześnie międzynarodowymi mistrzostwami Polski w skokach narciarskich. Wobec tego międzynarodowym mistrzem Polski ogłoszono Sigmunda Ruuda. W oficjalnych statystykach mistrzostw Polski uznaje się jednak wyniki bez uwzględniania zawodników zagranicznych. Najlepszym Polakiem w zawodach i mistrzem Polski został Bronisław Czech, który zajął dziesiąte miejsce w konkursie. Drugim polskim skoczkiem w kolejności był siedemnasty zawodnik konkursu – Franciszek Cukier, a trzecim – sklasyfikowany na 23. pozycji – Władysław Mietelski. 

### Próby poprawienia rekordu skoczni

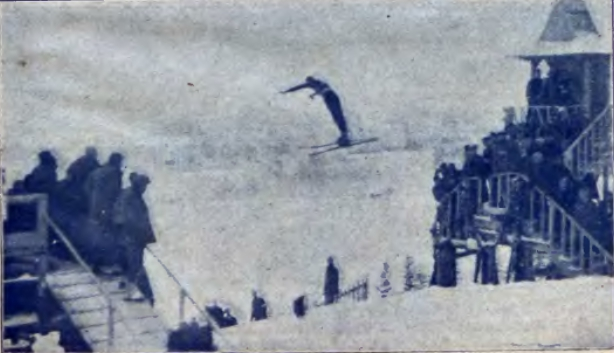
Sigmund Ruud podczas nieustanego skoku na 71,5 metra

Po zakończeniu konkursu ośmiu zawodników podjęło próbę poprawienia rekordu skoczni w dodatkowej serii pozakonkursowej. W tym celu podniesiona została belka startowa – najazd na próg wydłużono z dotychczasowych 80 metrów do pełnego rozbiegu – 94 metrów.
Najdłuższy skok w serii pokazowej oddał Sigmund Ruud. Norweg osiągnął 71,5 metra i nie ustał swojej próby, w wyniku czego rezultat ten nie został oficjalnie odnotowany jako rekord obiektu. 
Rekord Wielkiej Krokwi w prawidłowo wylądowanym skoku, a zarazem rekord Polski w długości skoku narciarskiego ustanowił natomiast Stanisław Gąsienica-Sieczka, który uzyskał 66 metrów. Zawodnik co prawda, podobnie jak Ruud, wywrócił się, jednak po poprawnym lądowaniu, w związku z czym rekord został oficjalnie uznany. Odległości powyżej dotychczasowego rekordu skoczni uzyskali także Bronisław Czech i Franciszek Cukier, obaj skoczyli po 63 metry. 
| Zawodnik                    | Państwo  | Odległość |
| --------------------------- | -------- | --------- |
| Józef Lankosz               | Polska   | 53,0      |
| Vitale Venzi                | Włochy   | 57,0      |
| Aleksander Rozmus           | Polska   | 59,0      |
| Bronisław Czech             | Polska   | 63,0      |
| Sigmund Ruud                | Norwegia | 71,5 (u)  |
| Franciszek Cukier           | Polska   | 63,0      |
| Stanisław Gąsienica-Sieczka | Polska   | 66,0      |
| Franciszek Graca            | Polska   | 46,0      |

### Dekoracja zwycięzców
Trzech najlepszych skoczków w międzynarodowym konkursie na Wielkiej Krokwi otrzymało puchary – złoty dla zwycięzcy, srebrny dla drugiego i brązowy dla trzeciego zawodnika. Na pucharach wygrawerowane były dwa napisy: z przodu – ZAWODY FIS – Zakopane – luty 1929, a z tyłu – Nagroda miasta Zakopane – skoki.
Nagrody zostały rozdane zawodnikom wieczorem w dniu zawodów. Uroczystość rozpoczęła się o godzinie 21:00 w sali Sanatorium Czerwonego Krzyża w Zakopanem, a około godziny 23:00 w tej samej sali zorganizowano raut. Wręczenia nagród triumfatorom wszystkich konkurencji rozgrywanych na mistrzostwach dokonał przewodniczący Międzynarodowej Federacji Narciarskiej – pułkownik Ivar Holmquist. Po rozdaniu nagród orkiestra odegrała hymny państwowe właściwe dla zwycięzców.

### Odbiór medialny
Przed rozpoczęciem mistrzostw w polskiej prasie pojawiły się powątpiewania w to, że miasto będzie w stanie prawidłowo zorganizować tak duże zawody narciarskie, gdyż w kraju nigdy wcześniej nie odbyła się tak duża impreza, a jednocześnie polscy narciarze prezentowali zbyt niski poziom w porównaniu do sportowców zagranicznych. 
Wbrew tym obawom przygotowanie i przeprowadzenie mistrzostw świata w Zakopanem zostało wysoko ocenione przez zawodników, działaczy oraz polskich i zagranicznych dziennikarzy. W polskiej prasie pisano, że władze miasta i związku narciarskiego podołały stawianym wobec nich oczekiwaniom organizacyjnym. Wspomniano również, że zawody były lepiej przeprowadzone niż konkursy II Igrzysk Zimowej Olimpiady rozegrane rok wcześniej w Sankt Moritz, co potwierdzali zawodnicy zagraniczni. Z kolei niemiecki miesięcznik „Der Winter” w marcowym numerze określił Wielką Krokiew jako najdoskonalszy obiekt do skoków narciarskich w Europie Środkowej, porównując ją do skoczni Fiskartorpet w Sztokholmie i Holmenkollbakken w Oslo. 
W entuzjastycznych słowach o przygotowaniu zawodów i atmosferze wokół Wielkiej Krokwi wypowiadał się również ówczesny prezes Międzynarodowej Federacji Narciarskiej – pułkownik Ivar Holmquist. Prezes FIS, w imieniu swoim i innych delegatów, wyraził zachwyt wobec tatrzańskich widoków, polskiej gościnności, a także imponującej skoczni – pod względem jej rozmiarów i ogólnego wizerunku, a także lokalizacji w pobliżu centrum miasta.